# Gerhard Seyfried

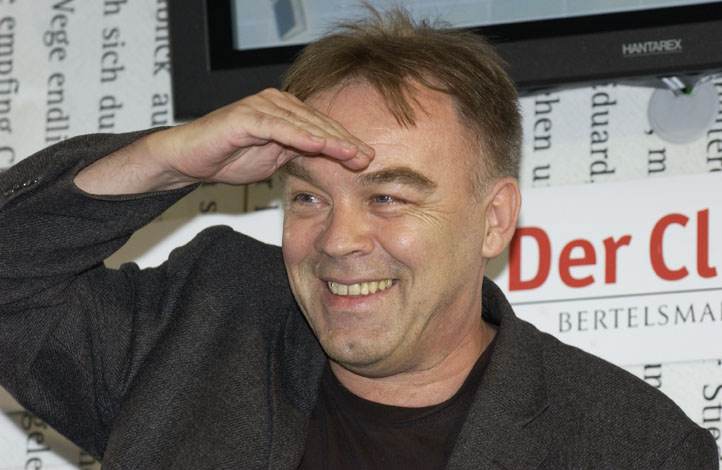
Gerhard Seyfried (2004)

Gerhard Seyfried (* 15. März 1948 in München) ist ein deutscher Comiczeichner, Karikaturist und Schriftsteller. Seyfried machte sich international einen Namen als grafischer Chronist der links-alternativen Szene, die er auf humorvolle Weise und mit viel Wortwitz karikierte. Besonders beliebt wurden seine großformatigen Wimmelbilder als Plakate. Seit den 2000er Jahren veröffentlicht er akribisch recherchierte historische Romane, die meist in der Zeit vor dem Ersten Weltkrieg spielen.

## Leben
Sein Vater Fritz Seyfried arbeitete als Einkaufsleiter und seine Mutter war bei der Bundesbahn beschäftigt. Gerhard Seyfried wuchs mit seiner drei Jahre jüngeren Schwester Sylvia in einfachen, aber behüteten Verhältnissen in München-Pasing auf. Von 1963 bis 1967 machte er eine Lehre zum Industriekaufmann, die er jedoch kurz vor der Prüfung abbrach. Nach der Lehrzeit durfte er noch ein Jahr lang ein Praktikum bei dem Grafiker der Werbe-Abteilung machen und konnte so noch „sehr, sehr viel“ lernen. Eine weitere Ausbildung zum Gebrauchsgrafiker in München schloss sich an. Als er den Einberufungsbescheid zur Bundeswehr bekam, fragte er Kriegsdienstgegner um Rat. Diese vermittelten ihn zu einem Nervenarzt, der ihn wegen eines früheren Oberkieferrisses wehruntauglich schrieb, da er damit keinen Stahlhelm tragen durfte. Sein Vater unterstützte ihn in dem Wunsch, den Wehrdienst zu verweigern. 1967 durfte er wegen seiner besonderen zeichnerischen Begabung und trotz fehlendem Abitur Malerei und Grafik an der Münchner Akademie für das Graphische Gewerbe studieren. Ende 1969 wurde er aus der Akademie entlassen wegen der Rädelsführerschaft von Streiks gegen die Notstandsgesetze – offiziell wegen mangelnder Begabung.
Ab 1970 arbeitete er als selbstständiger Grafiker und Karikaturist für Werbeagenturen, lokale Firmen und das Münchner Stadtmagazin Blatt. Von 1971 an bezeichnete sich Seyfried als freischaffender Karikaturist. Seine Freundschaft mit Fritz Teufel und anderen linksorientierten Aktivisten hatte zur Folge, dass seine zwölfköpfige Wohngemeinschaft, die Blatt-Redaktion, häufig von der Polizei durchsucht wurde. Seyfried schätzt eine Summe von insgesamt 20 Hausdurchsuchungen und „ein paar Dutzend“ Festnahmen, obwohl er „nichts weiter als eine Randfigur“ war. Diese „endlosen Polizeischikanen“ waren für ihn ein gewichtiges Motiv, 1976 von München nach Berlin zu ziehen. Doch „in Berlin ging das dann weiter. Erst Ende der 70er haben sie mich in Ruhe gelassen.“

### West-Berlin
Seit 1976 bildet West-Berlin den Hintergrund seiner Comics und Cartoons. Die Geschichten sind in der links-alternativen Hausbesetzerszene und Ökologiebewegung angesiedelt, die Seyfried satirisch und liebenswürdig zugleich aufs Korn nimmt. Seyfrieds Zeichnungen und Plakate gehörten in den Wohngemeinschaften der Bundesrepublik Deutschland zum festen Inventar. „In den späten 1970er und bis Mitte der 1980er Jahre war Seyfried denn auch der meist geklaute Zeichner der Republik – die Zahl der Raubdrucke in Schülerzeitungen und Szeneblättern war Legion“. Zu einem Markenzeichen wurde seine Comic-Figur Zwille, ein schwarzes anarchistisches Männchen mit kugelförmig abstehenden Kopf- und Barthaaren, das breit grinsend oft eine an der Zündschnur glimmende, kugelförmige Bombe in der Hand hält. Darüber hinaus erhält er bis heute von Polizisten aus aller Welt Anfragen nach Plakaten, auf denen Polizisten mit den Knollennasen abgebildet sind.
Nach dem Verkaufserfolg seiner Karikaturensammlung aus dem Münchner Blatt „Wo soll das alles enden“ verbrachte er von 1978 an mehrere Studienaufenthalte in den Vereinigten Staaten. In San Francisco traf er seine Vorbilder Gilbert Shelton und Paul Mavrides, die zu seinen Freunden wurden. Diese Begegnungen lösten bei ihm einen Wandel im Selbstverständnis aus: „Von da an begriff er sich nicht mehr „nur“ als Polit-Cartoonist der Szene, sondern als Künstler, der auch einmal längere Geschichten erzählt.“ Seine erste längere Bildgeschichte war Invasion aus dem Alltag (1980) über eine Invasion West-Berlins durch Außerirdische, darauf folgte sein Beitrag zum Comicsammelband Irrwitz-Comics (1983) über die Westberliner Szene und Das Schwarze Imperium (1984), eine Politsatire mit Elementen des Agententhrillers. Seyfried übersetzte später gemeinsam mit Harry Rowohlt die Geschichten der Underground-Comicserie The Fabulous Furry Freak Brothers von Shelton und Mavrides.
1984 zog er von seiner instandgesetzten Wohnung in Kreuzberg in das bürgerliche Charlottenburg um, da er dort die notwendige Ruhe zum Arbeiten fand.

### Ab 1990
1990 lernte er Ziska Riemann (* 1973) kennen. Mit dieser Beziehung wechselte seine Themenwahl zum dystopischen Science-Fiction. „Für meine Fans war das ein riesiger Schock. Comics die nicht lustig sind. Düstere Science Fiction.“ Seyfried veröffentlichte mit seiner „Freundin und Kollegin Ziska“ vier Comic-Alben. Das Künstlerduo nannte sich die „Harmonian Anarchists“ und hatte 2008 noch Material für weitere „drei Comicbände, die wir liebend gerne machen würden.“ Wegen des geringen Verdienstes bei Comicalben blieb es beim Projekt: „In Deutschland kann man davon nicht leben. Für ,Starship Eden', das letzte gemeinsame Buch mit meiner Kollegin Ziska Riemann haben wir hinterher einen Stundenlohn von fünf Mark ausgerechnet.“
1996 schrieb er mit Mathias Bröckers Hanf im Glück. Seyfried zeichnete u. a. ein satirisches „Conspiracy Diagramm“ für das 9/11-Buch von Mathias Bröckers, das 2002 zweimal wegen Verwendung von Kennzeichen verfassungswidriger Organisationen beschlagnahmt wurde. Nach einem Arbeitsaufenthalt im Jahr 2003 zusammen mit Bröckers in Solothurn (Schweiz) kehrte er 2004 nach Berlin zurück.
Gerhard Seyfried arbeitete gelegentlich auch als Übersetzer, Modellbauer, Fotograf und Journalist. Er besitzt eine Sammlung internationaler Polizeisterne.
Die Bibliothek seines Vaters, die zu einem Teil aus einer Kolonialbibliothek mit Erinnerungen und Abenteuerromanen bestand, weckte in ihm später den Wunsch zur Erforschung der deutschen Geschichte vor dem Ersten Weltkrieg. Nach dem Herero-Aufstand (2003) und der Münchner Stadt- und Spaßguerilla (2004) schildert Seyfrieds dritter historischer Roman Gelber Wind (2008) abermals einen Aufstand von Unterdrückten, diesmal den sogenannten Boxeraufstand 1900 in Peking.
Der Grünen-Politiker Hans-Christian Ströbele in Friedrichshain-Kreuzberg war der einzige Politiker, für den der Anarchist Seyfried politische Werbung machte, da Ströbele im Gegensatz zu Bündnis 90/Die Grünen Kriegseinsätze der Bundeswehr ablehnt. Seine Plakate mit den beliebten Wimmelbildern trugen 2002, 2005 und 2009 zum Erfolg für das erste Direktmandat eines grünen Bundestagsabgeordneten bei. Seit 2013 unterstützt Seyfried Die Linke mit Wahlkampf-Plakaten.
Von Juni 2006 bis Oktober 2010 veröffentlichte Seyfried einen Blog in der Internet-Ausgabe der Berliner Tageszeitung taz, in dem er seinen Wort- und Bilderwitz vorstellen konnte. Bis heute durfte er jedoch nicht in einer Tageszeitung eine Cartoon-Kolumne publizieren, was sein Freund Arnulf Rating empört zum Ausdruck brachte anlässlich der Eröffnung einer Seyfried-Retrospektive in der Frankfurter caricatura.
Weil Seyfried nicht allein von seinen politischen Comics und Plakaten leben kann, musste er in der Regel kommerzielle grafische Auftragsarbeiten übernehmen. Das Schreiben historischer Romane ab 2003 besserte seine Einnahmen. Die wenig ertragreiche Liebe zu seinen Bildergeschichten habe mit dazu beigetragen, keine Familie gründen zu können. Insgesamt veröffentlichte er bis 2018 fünfzehn Comic-Alben.

## Arbeitsweise
Mit Flucht aus Berlin (1989/90) änderte er seinen Zeichenstil und wechselte von der „wuselige[n] Linie, die sich um die winzigsten Kleinigkeiten kringelt“ (F. W. Bernstein) zur ligne claire. Zur Kolorierung seiner Figuren benutzt er mittlerweile den Computer: „Ich zeichne mit Bleistift, pause es dann mit Tusche durch, koloriere aber nicht mehr mit der Hand. Das ist zu teuer und zu giftig.“ Seine Kollegin Ziska urteilte: „Er ist sehr präzise und ein unheimlich guter Techniker.“ Wenn er allein an einem neuen Comicband arbeitet, verzichtet er auf ein „Storyboard“, also ein visualisiertes Szenenbuch, und verlässt sich ganz auf seine spontane Intuition. Lediglich bei den Comic-Alben, die zusammen mit Ziska entstanden, wurde gemeinsam ein Storyboard entwickelt.
Beim Verfassen seiner historischen Romane dagegen rekonstruiert er zuerst das „Gerüst der historischen Ereignisse“. Dazu beschränkt er sich jedoch nicht auf die historisch-wissenschaftliche Sekundärliteratur, sondern recherchiert in Archiven nach Originaldokumenten und Primärquellen. Hilfreich sind für ihn auch alte Fotografien, da er daraus „eine Unmenge an Sachen herauslesen“ kann. Erst am Ende der Recherchen verbindet er den Zusammenhang der Ereignisse mit fiktiven Figuren, die vor allem als Beobachter agieren.

## Auszeichnungen
- 1990: Max-und-Moritz-Preis des Comic-Salons Erlangen
- 2007: Wilhelm-Busch-Preis
- 2021: Peng! – Der Münchner Comicpreis in der Kategorie „Preis für das Lebenswerk“[27]

## Werke

### Comics
- Wo Soll Das Alles Enden. Kleiner Leitfaden durch die Geschichte der undogmatischen Linken. Rotbuch Verlag, Berlin 1978, (und Sonderausgabe 1998), ISBN 3-434-53137-8.
- Freakadellen und Bulletten. Elefanten Press, Berlin 1979, ISBN 978-3885200192.
- Invasion aus dem Alltag.[28] Rotbuch Verlag, Berlin 1980, ISBN 3-88022-245-2.
- mit Wolfgang Stein, Tomas Bunk, Detlef Surrey und Hansi Kief: Irrwitz – Comic. Weismann Verlag, München 1983, ISBN 3-88897-002-4.
- Das Schwarze Imperium. Rotbuch Verlag, Berlin 1984, ISBN 3-88022-711-X.
- mit Gilbert Shelton und Paul Mavrides: The fabulous furry Freak Brothers – Wunderwarzenschwein und andere Stories aus den Sechzigern, Rotbuch Verlag, Berlin 1989, ISBN 3-7632-3597-3.
- Flucht aus Berlin. Rotbuch Verlag, Berlin 1990, ISBN 3-88022-756-X.
- mit Ziska Riemann: Future Subjunkies. Rotbuch Verlag, Berlin 1991, ISBN 3-88022-777-2.
- mit Gilbert Shelton und Paul Mavrides: Freak-Brothers-Story. (Phineas' Big Show) 1992.
- mit Ziska Riemann: Space Bastards. Rotbuch Verlag, Berlin / Hamburg 1993, ISBN 3-88022-794-2.
- Let The Bad Times Roll. Rotbuch Verlag, Hamburg 1997, ISBN 978-3-88022-640-1.
- Bullen, Bonzen und Berliner, Wimmelbilder. Rotbuch Verlag, Hamburg 1998, ISBN 3-88022-681-4.
- mit Ziska Riemann: Starship Eden. Carlsen Verlag, Hamburg 1999, ISBN 3-551-73781-9.
- Seyfrieds Cannabis Playing Cards. Die Kiffer Karten: Bube, Dame, König, Gras. (Skatkartenspiel), Nachtschatten Verlag, Solothurn 2000, ISBN 3-907080-65-3.
- Seyfrieds Cannabis Collection. Kiff-Cartoons 1973–2003. Nachtschatten Verlag, Solothurn 2003, ISBN 3-907080-97-1.
- mit Ziska Riemann: Seyfried. Die Werke. Alle! Sämtliche Cartoons, Illustrationen, Poster und Gemälde sowie Skizzen und Entwürfe. Zweitausendeins, Frankfurt 2007, ISBN 978-3-86150-780-2.
- mit Ziska Riemann: Kraft durch Freunde. Zweitausendeins, Berlin 2010, ISBN 978-3-942048-13-2.
- Gerhard Seyfried. Meister der komischen Kunst. Anthologie, Ausstellungsband des caricatura museums, hrsg. von WP Fahrenberg. Antje Kunstmann Verlag, München 2014, ISBN 978-3-88897-945-3.
- Schilderguerilla. Westend Verlag, Frankfurt am Main 2016, ISBN 978-3-86489-153-3.
- Zwille – The Law returns to Kreuzberg! Westend / fifty-fifty, Frankfurt 2018, ISBN 978-3946778066.

### Romane
- Herero. Roman mit historischen Fotografien und Karten. Eichborn, Berlin 2003, ISBN 3-8218-0873-X.
- Herero. Roman ohne Illustrationen. Aufbau-Verlag, Berlin 2004, ISBN 3-7466-2026-0.
- Der schwarze Stern der Tupamaros. Eichborn Verlag, Berlin 2004, ISBN 3-8218-0754-7; Aufbau-Verlag, Berlin 2004, ISBN 3-7466-2271-9.
- Gelber Wind oder Der Aufstand der Boxer. Eichborn Verlag, Berlin 2008, ISBN 978-3-8218-5797-8. (Über den Boxeraufstand und die Belagerung der europäischen Gesandtschaften in Peking im Jahr 1900)[29]
- Verdammte Deutsche! Spionageroman. Albrecht Knaus Verlag, München 2012, ISBN 978-3-8135-0427-9, (Briten gegen Deutsche kurz vor dem Ersten Weltkrieg).

## Ausstellungen
- 1979: Elefanten Press,[30] Oranienstraße, Berlin
- 1986: Galerie Däberitz, Bergisch Gladbach
- 1987: Theaterfoyer Fletch Bizzel, Dortmund
- 1989: Der Grimm auf Märchen – Die Zeichner. Brüder Grimm-Museum Kassel, Marburg, Göttingen, Nürnberg, Wien, Västerås/Schweden[31] (Beteiligung)[32]
- 1990: Kongresszentrum Erlangen
- 1990: Chamisso-Galerie, Berlin
- 1991: Mannheim
- 1991: Einladung zur Internationalen Buchmesse Buenos Aires
- 1992: Brüssel (Beteiligung)
- 1992: Blois, Frankreich, Beteiligung mit Ziska Riemann
- 1994: Akademie der Künste Berlin (Beteiligung)
- 1997: Berliner Utopien. Budapester Aussichten im Haus Ungarn, Karl-Liebknecht-Straße, Berlin, mit György Brenner[33]
- 1997/98: Comic-Galerie Grober Unfug,[34] Zossener Straße, Berlin
- 1999: Moritzbastei, Leipzig, mit Ziska Riemann
- 1999: Einladung des Goethe-Instituts nach Namibia zu einer Vortragsreise über Comics im Sprachunterricht
- 2000: Comicfestival München mit Beteiligung von Ziska Riemann
- 2008: Werk-Retrospektive zum 60. Geburtstag in der Berliner «Galerie Vorspiel»[5]
- 2012: Schilderguerilla und Präsentation des Comics Beauty Rules in der Marheineke Markthalle, Zossener Straße, Berlin, 13. April 2012 – 19. Mai 2012.[35]
- 2012/13: Pop! Stolizei! – Klassiker und Neues. Galerie Truk Tschechtarow, München, 16. Dezember 2012[36] – 10. Februar 2013.[37]
- 2015/16: Seyfried im caricatura museum, Frankfurt am Main, 27. September 2015 – 24. Januar 2016.[11]
- 2023: Gerhard Seyfried, Die Comics in Valentin-Karlstadt-Musäum, München, 11. Mai 2023 – 11. Juli 2023.

vgl. Ausstellungen in:

## Filme
- Comiczeichner Gerhard Seyfried. Fernseh-Reportage, Deutschland, 2018, 4:48 Min., Buch und Regie: Steffen Prell, Produktion: rbb, Redaktion: Stilbruch, Erstsendung: 11. März 2018 bei rbb, Filmtext, (Memento vom 31. März 2018 im Webarchiv archive.today).
- Gerhard Seyfried, Comic-Zeichner. Kultfigur der linksalternativen Szene in Berlin. Gespräch, Deutschland, 2018, 30:32 Min., Moderation: Nicole Köster, Produktion: SWR, Reihe: Leute, Erstsendung: 8. März 2018 bei SWR1, online-Video von SWR.